# Epitoxis borguensis
Epitoxis borguensis är en fjärilsart som beskrevs av George Francis Hampson 1901. Epitoxis borguensis ingår i släktet Epitoxis och familjen björnspinnare. Inga underarter finns listade i Catalogue of Life.